# Seznam rybích přechodů v Česku

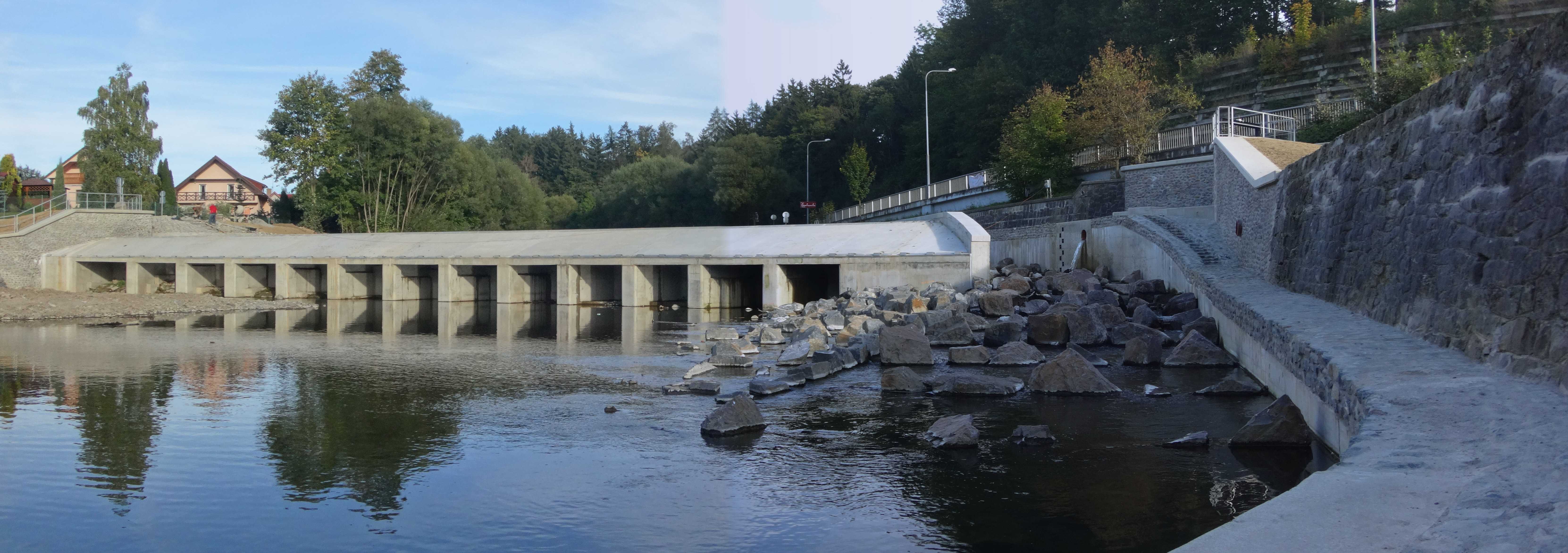
Rybí přechod na Halenkovickém jezu na Vsetínské Bečvě

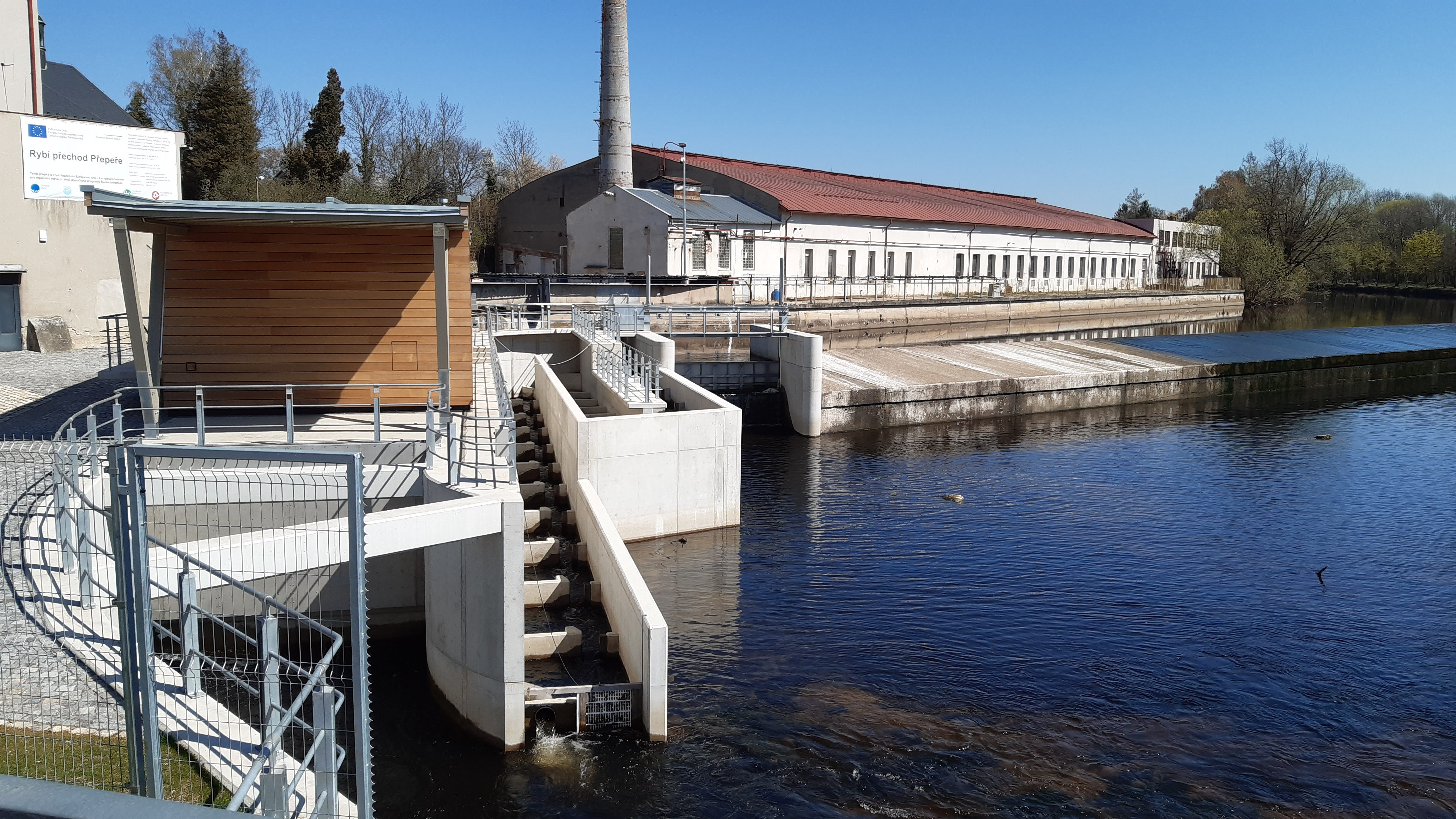
Rybí přechod a nová malá vodní elektrárna na Jizeře jezu v Přepeřích.

Seznam rybích přechodů v Česku obsahuje rybí přechody vybudované na větších českých řekách. Tento seznam nelze považovat za kompletní výčet všech rybích přechodů na území České republiky.
Rybí přechody postupně přibývají, při rekonstrukci jezů je v současnosti rybí přechod povinnou součástí. V současnosti je postaveno cca 400 rybích přechodů.

## Berounka
| Říční kilometr | Jez                  | Souřadnice                       | Poznámka |
| -------------- | -------------------- | -------------------------------- | -------- |
| 8,2            | jez Černošice        | 49°57′37″ s. š., 14°19′32″ v. d. |          |
| 35,3           | jez Beroun           | 49°58′4″ s. š., 14°4′31″ v. d.   | [ 2 ]    |
| 39,6           | jez Hýskov           | 49°59′14″ s. š., 14°2′39″ v. d.  | [ 2 ]    |
| 42,9           | jez Nižbor           | 50°0′2″ s. š., 14°0′21″ v. d.    |          |
| 66,8           | jez Nezabudický mlýn | 50°1′7″ s. š., 13°49′57″ v. d.   |          |

## Blanice (vlašimská)
| Říční kilometr | Jez                           | Souřadnice                       | Poznámka |
| -------------- | ----------------------------- | -------------------------------- | -------- |
| 17,1           | jez U Prádelny Vlašim         | 49°42′41″ s. š., 14°54′6″ v. d.  |          |
| 17,9           | jez U Zimního stadionu Vlašim | 49°42′29″ s. š., 14°53′28″ v. d. |          |
| 18,4           | jez U Kamenného mostu Vlašim  | 49°42′34″ s. š., 14°53′11″ v. d. | [ 2 ]    |
| 19,6           | jez U Znosimské brány Vlašim  | 49°42′15″ s. š., 14°52′58″ v. d. | [ 2 ]    |

## Dřevnice
| Říční kilometr | Jez                          | Souřadnice                       | Poznámka |
| -------------- | ---------------------------- | -------------------------------- | -------- |
| 16,2           | jez Příluky                  | 49°13′28″ s. š., 17°42′33″ v. d. |          |
| 19,0           | jez Želechovice nad Dřevnicí | 49°13′15″ s. š., 17°44′32″ v. d. |          |

## Dyje
| Říční kilometr | Jez                       | Souřadnice                       | Poznámka |
| -------------- | ------------------------- | -------------------------------- | -------- |
| 26,7           | jez Břeclav               | 48°45′59″ s. š., 16°53′12″ v. d. |          |
| 35,5           | jez Jamborův práh         | 48°49′2″ s. š., 16°49′10″ v. d.  |          |
| 39,9           | elektrárenský jez Bulhary | 48°49′35″ s. š., 16°46′13″ v. d. |          |
| 98,6           | jez Blaustaudenhof        | 48°44′4″ s. š., 16°20′28″ v. d.  | Rakousko |
| 117,7          | jez Krhovice              | 48°48′49″ s. š., 16°10′7″ v. d.  |          |

## Jizera
| Říční kilometr | Jez                       | Souřadnice                       | Poznámka |
| -------------- | ------------------------- | -------------------------------- | -------- |
| 37,7           | Vaňkův jez Mladá Boleslav | 50°24′51″ s. š., 14°53′57″ v. d. |          |
| 70,3           | jez Svijany               | 50°34′13″ s. š., 15°3′30″ v. d.  |          |
| 76,4           | jez Přepeře               | 50°34′54″ s. š., 15°6′46″ v. d.  |          |
| 79,5           | jez Turnov                | 50°35′9″ s. š., 15°8′54″ v. d.   |          |
| 97,5           | jez Železný Brod          | 50°38′27″ s. š., 15°15′15″ v. d. |          |

## Kamenice
| Říční kilometr | Jez         | Souřadnice                    | Poznámka |
| -------------- | ----------- | ----------------------------- | -------- |
| 15,6           | Jez Tanvald | 50°44′ s. š., 15°18′37″ v. d. |          |

## Labe
| Říční kilometr | Jez                         | Souřadnice                       | Poznámka |
| -------------- | --------------------------- | -------------------------------- | -------- |
| 767,7          | Masarykova zdymadla Střekov | 50°38′23″ s. š., 14°2′46″ v. d.  |          |
| 787,5          | zdymadlo Lovosice           | 50°31′5″ s. š., 14°4′23″ v. d.   |          |
| 809,7          | zdymadlo Roudnice nad Labem | 50°25′45″ s. š., 14°15′42″ v. d. |          |
| 872,3          | zdymadlo Čelákovice         | 50°10′9″ s. š., 14°45′10″ v. d.  |          |
| 911,8          | zdymadlo Velký Osek         | 50°5′24″ s. š., 15°9′49″ v. d.   |          |
| 993,7          | jez Hučák                   |                                  |          |
| 1071,0         | jez Vrchlabí                | 50°37′36″ s. š., 15°36′47″ v. d. |          |

## Lužnice
| Říční kilometr | Jez          | Souřadnice                       | Poznámka |
| -------------- | ------------ | -------------------------------- | -------- |
| 25,8           | jez Suchomel | 49°22′40″ s. š., 14°31′45″ v. d. |          |

## Morava
| Říční kilometr | Jez                    | Souřadnice                       | Poznámka |
| -------------- | ---------------------- | -------------------------------- | -------- |
| 141,4          | jez Veselí nad Moravou | 48°57′17″ s. š., 17°22′42″ v. d. |          |
| 226,3          | jez Kožušany           | 49°32′7″ s. š., 17°16′8″ v. d.   |          |
| 233,6          | jez Olomouc            | 49°35′7″ s. š., 17°15′49″ v. d.  |          |

## Nežárka
| Říční kilometr | Jez            | Souřadnice                      | Poznámka |
| -------------- | -------------- | ------------------------------- | -------- |
| 8,8            | jez Hamr       | 49°9′27″ s. š., 14°46′0″ v. d.  |          |
| 40,4           | jez Horní Žďár | 49°6′50″ s. š., 14°59′45″ v. d. |          |
| 55,2           | jez Kruplov    | 49°10′58″ s. š., 15°3′54″ v. d. |          |

## Odra
| Říční kilometr | Jez        | Souřadnice                       | Poznámka |
| -------------- | ---------- | -------------------------------- | -------- |
| 11,8           | jez Přívoz | 49°51′55″ s. š., 18°16′19″ v. d. |          |
| 15,0           | jez Lhotka | 49°51′12″ s. š., 18°14′5″ v. d.  |          |

## Ohře
| Říční kilometr | Jez             | Souřadnice                       | Poznámka |
| -------------- | --------------- | -------------------------------- | -------- |
| 2,7            | jez Terezín     | 50°30′42″ s. š., 14°9′19″ v. d.  |          |
| 10,3           | jez Doksany     | 50°27′3″ s. š., 14°9′42″ v. d.   |          |
| 13,8           | jez Brozany     | 50°25′57″ s. š., 14°8′58″ v. d.  |          |
| 22,4           | jez Libochovice | 50°24′16″ s. š., 14°3′32″ v. d.  |          |
| 32,5           | jez Koštice     | 50°24′2″ s. š., 13°56′22″ v. d.  |          |
| 63,5           | jez Březno      | 50°21′29″ s. š., 13°44′10″ v. d. |          |
| 89,6           | jez Žatec       | 50°19′46″ s. š., 13°31′58″ v. d. |          |
| 90,8           | jez Libočany    | 50°19′47″ s. š., 13°31′16″ v. d. |          |
| 138,4          | jez Černýš      | 50°21′54″ s. š., 13°7′12″ v. d.  |          |
| 150,0          | jez Jakubov     | 50°19′2″ s. š., 13°1′36″ v. d.   |          |
| 191,1          | Dolní jez Loket | 50°11′13″ s. š., 12°45′31″ v. d. |          |
| 191,7          | Horní jez Loket | 50°11′2″ s. š., 12°45′10″ v. d.  |          |
| 209,0          | jez Černý mlýn  | 50°8′38″ s. š., 12°36′5″ v. d.   |          |
| 237,4          | jez Jindřichov  | 50°6′6″ s. š., 12°23′37″ v. d.   |          |

## Opava
| Říční kilometr | Jez            | Souřadnice                      | Poznámka |
| -------------- | -------------- | ------------------------------- | -------- |
| 12,1           | jez Děhylov    | 49°53′12″ s. š., 18°10′1″ v. d. |          |
| 13,3           | jez Jilešovice | 49°53′53″ s. š., 18°8′38″ v. d. |          |

## Otava
| Říční kilometr | Jez             | Souřadnice                       | Poznámka |
| -------------- | --------------- | -------------------------------- | -------- |
| 53,9           | jez Na Křemelce | 49°15′46″ s. š., 13°54′37″ v. d. |          |

## Ploučnice
| Říční kilometr | Jez           | Souřadnice                       | Poznámka |
| -------------- | ------------- | -------------------------------- | -------- |
| 3,4            | jez Březiny 2 | 50°45′53″ s. š., 14°14′15″ v. d. |          |

## Sázava
| Říční kilometr | Jez            | Souřadnice                       | Poznámka |
| -------------- | -------------- | -------------------------------- | -------- |
| 17,9           | jez Podělusy   | 49°50′19″ s. š., 14°34′30″ v. d. |          |
| 29,2           | jez Městečko   | 49°51′6″ s. š., 14°40′22″ v. d.  |          |
| 49,1           | jez Pyskočely  | 49°53′1″ s. š., 14°51′31″ v. d.  |          |
| 54,6           | jez Černé Budy | 49°52′39″ s. š., 14°53′59″ v. d. |          |
| 56,2           | jez Kavalier   | 49°52′51″ s. š., 14°54′40″ v. d. |          |
| 58,0           | jez Budín      | 49°52′20″ s. š., 14°54′47″ v. d. |          |

## Šlapanka
| Říční kilometr | Jez          | Souřadnice                       | Poznámka |
| -------------- | ------------ | -------------------------------- | -------- |
| x,x            | jez Šlapanov | 49°31′51″ s. š., 15°39′39″ v. d. | [ 3 ]    |

## Tichá Orlice
| Říční kilometr | Jez                  | Souřadnice                       | Poznámka |
| -------------- | -------------------- | -------------------------------- | -------- |
| 13,7           | jez Nová Ves II      | 50°3′43″ s. š., 16°9′28″ v. d.   |          |
| 21,6           | jez Postolovský mlýn | 50°1′43″ s. š., 16°11′13″ v. d.  |          |
| 31,4           | jez Mítkov           | 49°59′49″ s. š., 16°15′24″ v. d. |          |
| 65,4           | jez Letohrad         | 50°1′54″ s. š., 16°29′47″ v. d.  |          |

## Vltava
| Říční kilometr | Jez                              | Souřadnice                       | Poznámka        |
| -------------- | -------------------------------- | -------------------------------- | --------------- |
| 18,0           | zdymadlo Miřejovice              | 50°16′40″ s. š., 14°18′56″ v. d. | slalomový kanál |
| 45,6           | zdymadlo Troja-Podbaba           | 50°6′46″ s. š., 14°25′32″ v. d.  | slalomový kanál |
| 62,2           | zdymadlo Modřany                 | 50°0′30″ s. š., 14°23′50″ v. d.  |                 |
| 208,9          | zdymadlo Hněvkovice II           | 49°11′37″ s. š., 14°26′37″ v. d. |                 |
| 245,3          | jez Planá                        | 48°56′14″ s. š., 14°27′20″ v. d. |                 |
| 282,5          | jez U Jelení lávky Český Krumlov | 48°48′42″ s. š., 14°18′45″ v. d. |                 |

## Vsetínská Bečva
| Říční kilometr | Jez             | Souřadnice                      | Poznámka |
| -------------- | --------------- | ------------------------------- | -------- |
| 36,4           | Halenkovský jez | 49°19′32″ s. š., 18°9′48″ v. d. |          |